# Call Me If You Get Lost
Albums de Tyler, The Creator
Igor
(2019) Chromakopia
(2024)
Singles
1. Lumberjack
Sortie : 16 juin 2021
2. WusYaName
Sortie : 22 juin 2021
3. Dogtooth
Sortie : 27 mars 2023

Call Me If You Get Lost (stylisé en majuscules) est le sixième album studio du rappeur et producteur américain Tyler, The Creator. Sorti le 25 juin 2021 via Columbia Records, l'album est narré par DJ Drama et présente des apparitions de 42 Dugg, YoungBoy Never Broke Again, Ty Dolla Sign, Lil Wayne, Domo Genesis, Brent Faiyaz, Lil Uzi Vert, Pharrell Williams, Teezo Touchdown, Fana Hues et Daisy World. Tyler a produit l'album lui-même, avec des contributions de Jamie xx et Jay Versace.
L'album marque une rupture avec l'esthétique plus légère et plus soul d’Igor (2019) et de Flower Boy (2017) au profit de rythmes agressifs et de rimes brutes, influencés par la série de mixtapes Gangsta Grillz de DJ Drama. Il comprend des morceaux de hip-hop, de pop, de jazz, de soul et de reggae. La pochette représente la carte d'identité d'un personnage nommé Tyler Baudelaire en référence au poète français Charles Baudelaire, dont l'œuvre est jugée par certains journalistes musicaux similaire à la nature explicite et aux thèmes de la musique du rappeur.
Call Me If You Get Lost est accompagné par deux singles : Lumberjack et WusYaName, tous deux sortis avec des clips. L'album, largement salué par la critique, a été décrit comme un mélange de styles, avec des notes de nostalgie dans sa production. Certains critiques le comparent à l'abum précédent de Tyler, The Creator, Igor. Call Me If You Get Lost est classé parmi les meilleurs albums de 2021 dans les listes de fin d'année de plusieurs publications. L'album débute à la première place du Billboard 200 américain, devenant le deuxième album numéro un aux États-Unis de Tyler, The Creator. Il a remporté le prix du meilleur album de rap aux Grammy Awards 2022, la deuxième victoire de Tyler.

## Historique

### Sortie et promotion
Le 9 juin 2021, un panneau d'affichage promotionnel pour le déploiement de l'album est repéré à Los Angeles, suivi par d'autres repérages dans d'autres grandes villes du monde. Le panneau d'affichage indique Call Me If You Get Lost et inclut le numéro de téléphone +1 (855) 444-8888. Lorsqu'il est appelé, un message enregistré est joué d'une conversation entre Tyler et sa mère. Cet enregistrement est présent dans l'album avec le titre Momma Talk,. Peu de temps après, un site web faisant référence au panneau d'affichage et au numéro de téléphone est découvert, semblant être un autre aspect de la promotion de l'album. Le 15 juin, Tyler tweete le numéro de téléphone qui aperçu sur les panneaux d'affichage la semaine précédente, confirmant son implication dans cette opération.
Le 14 juin 2021, Tyler dévoile une nouvelle musique dans une courte vidéo intitulée Side Street, le mettant en scène tenant un chien tout en s'embrassant avec une femme. Taco Bennett, membre d'Odd Future, fait une apparition vers la fin de la vidéo,. Tyler a réalisé la vidéo sous son alter ego Wolf Haley. Le 16 juin, Tyler sort une chanson intitulée Lumberjack, accompagnée d'un court clip réalisé par Tyler lui-même, toujours sous le nom de Wolf Haley,. La chanson sample 2 Cups of Blood de Gravediggaz.
Le lendemain, le 17 juin, Tyler confirme officiellement que le titre de l'album est Call Me If You Get Lost et annonce une date de sortie pour le 25 juin. Il dévoile également la pochette et les produits dérivés par le biais de sa marque de streetwear Golf Wang. Le 22 juin, Tyler sort le deuxième single de l'album intitulé WusYaName avec le rappeur YoungBoy Never Broke Again, également accompagné d'un court clip auto-réalisé,. Incorporant des éléments du R&B des années 90, la chanson sample Back Seat (Wit No Sheets) de H-Town et, contrairement à Lumberjack, ressemble beaucoup à ses albums récents, davantage empreints de soul,. Le 23 juin, Tyler publie un autre teaser pour l'album sous la forme d'un sketch comique autodirigé intitulé Brown Sugar Salmon. La vidéo présente Tyler, appelé Sir Baudelaire, dans un train tentant de commander un repas sans succès,.
À la suite de la sortie de l'album le 25 juin 2021, Tyler sort une vidéo pour accompagner le morceau Juggernaut. Bien qu'il inclue des couplets de Lil Uzi Vert et Pharrell Williams, seul Tyler apparaît dans la vidéo,. Le 29 juin, Tyler publie le clip de Corso. Dans la vidéo, Tyler se produit lors d'une fête d'anniversaire en compagnie de DJ Drama. Le 8 juillet, Tyler sort un clip pour Lemonhead, qui n'inclut pas le couplet de 42 Dugg.

### Tournée
Le 3 août 2021, Tyler annonce la tournée Call Me If You Get Lost Tour ; elle débute le 8 février 2022 à Phoenix au Footprint Center et se termine le 3 août à Melbourne au Rod Laver Arena. Pour la partie nord-américaine de la tournée, qui compte environ 35 spectacles, Tyler partage l'affiche avec Kali Uchis, Vince Staples et Teezo Touchdown,. Le concert donné à Los Angeles à la Crypto.com Arena le 31 mars 2022 est diffusé en direct sur les plateformes Prime Video et Twitch.

### The Estate Sale
Le 27 mars 2023, Tyler annonce la sortie de Call Me If You Get Lost : The Estate Sale, qui inclut des chansons enregistrées pour Call Me If You Get Lost mais qui n'apparaissent pas sur l'album, dont le single Dogtooth, qui sort le jour de l'annonce, accompagné d'un clip. Sur Twitter, Tyler déclare que « Call Me If You Get Lost a été le premier album que j'ai fait pour lequel beaucoup de chansons n'ont pas été retenues ». Le single Sorry Not Sorry sort le 29 mars, accompagné d'un clip. The Estate Sale paraît le 31 mars, en même temps que le clip de la chanson Wharf Talk.

### Accueil critique
Call Me If You Get Lost est acclamé par la critique. Sur Metacritic, qui attribue une note normalisée sur 100 aux critiques des publications professionnelles, l'album obtient une note moyenne de 88, basée sur 20 critiques. L'agrégateur AnyDecentMusic? lui attribue une note de 8,4 sur 10, sur la base de leur évaluation du consensus critique.
Roisin O'Connor de The Independent attribue cinq étoiles sur cinq à Call Me If You Get Lost, qu'il considère comme « l'apothéose de toutes les œuvres passées de Tyler ». Il complimente également les transitions fluides entre les chansons. Le magazine Clash fait l'éloge du « refus de Tyler d'être enfermé dans un son ou un genre déterminé » et mentionne les morceaux Sweet / I Thought You Wanted to Dance et Wilshire comme étant les meilleurs. David Smyth du Evening Standard salue le son « global » varié de l'album et déclare : « La musique de Tyler est plus fascinante que jamais ». Alexis Petridis du Guardian écrit que des éclats de « synth-pop kaléidoscopique, de ballades soul et de jazz vous balaient », affirmant que l'album pourrait « prendre beaucoup de temps à décortiquer complètement, mais qu'il ne va clairement pas perdre en qualité si vous le faites ». Ryan Rosenberger de The Line of Best Fit déclare : « Le temps nous dira exactement où cet album se situe dans la discographie de Tyler, The Creator, mais Call Me If You Get Lost est encore un autre disque mémorable de Wolf Haley lui-même, qui ne fait que cimenter son statut d'un des meilleurs artistes de sa génération ». Luke Morgan Britton de NME apprécie grandement l'album : « L'iconoclaste affronte la cancel culture, son propre passé controversé et la notion de développement personnel sur un disque kaléidoscopique qui réaffirme sa grandeur ». Le critique Paul A. Thompson de Pitchfork déclare : « Cela lui donne la liberté de jouer avec le ton, d'écrire personnellement ou d'utiliser sa voix graveleuse comme texture, de traiter les raps les plus durs et les refrains les plus délicats comme des expériences folles qui ont mal tourné ». Pour Wesley McLean d’Exclaim!, « Tyler a livré un projet qui repousse encore une fois les limites de sa musique tout en étant un point culminant de tout ce qu'il a fait jusqu'à présent. C'est encore une fois un projet impressionnant pour un artiste dont le règne ne semble pas vouloir s'arrêter de sitôt ».
Sofie Lindevall de Gigwise résume : « Avec son sixième album studio Call Me If You Get Lost, Tyler renverse tout de nouveau, ce qui donne lieu à l'une des entrées les plus dynamiques et intéressantes de sa discographie jusqu'à présent ». Une critique positive de Craig Jenkins de Vulture conclut en indiquant au lecteur de « regarder entre les nombreuses descriptions détaillées d'intérieurs de Rolls-Royce, de beaux bateaux et de voyages internationaux, au-delà de la demi-douzaine de mentions de passeports » et qu'il trouvera ainsi « Une histoire d'amour ». Matt Mitchell, du magazine Paste, attribue à Call Me If You Get Lost une note de 8,7 sur 10 ; pour le critique, la plus grande réussite de l'album est « la façon dont il rappelle à chaque auditeur que les premières entrées dans la discographie d'un artiste ne sont pas des parties de son passé destinées à être oubliées ». Passant en revue l'album pour AllMusic, David Crone affirme que « la musique de Tyler a toujours été un patchwork de palettes toujours plus nombreuses, et Call Me If You Get Lost est son plus complexe à ce jour ». Jeff Ihaza de Rolling Stone voit l'album de Tyler comme une évolution vers « l'une des musiques rap les plus convaincantes d'aujourd'hui », le qualifiant de meilleur projet de Tyler à ce jour.

### Ventes
Call Me If You Get Lost débute à la première place du classement Billboard 200 américain, avec 169 000 albums écoulés en première semaine, dont 55 000 exemplaires physiques, devenant ainsi le deuxième album de Tyler numéro un aux États-Unis après Igor en 2019. Il totalise également 152,96 millions de streams. L'album reste deux semaines non consécutives à la première place, se plaçant en tête du classement en avril 2022, après la sortie du vinyle. Avec 49 000 exemplaires vendus cette semaine-là, l'album réalise la semaine de ventes de vinyles la plus importante pour un album de hip-hop. Le 22 février 2022, l'album est certifié or par la Recording Industry Association of America (RIAA) avec plus de 500 000 unités vendues aux États-Unis. Treize des chansons de l'album se classent dans le Billboard Hot 100 américain, dont WusYaName qui atteint le top 20 du classement.

### Classements
| Publication          | Liste                                              | Rang | Ref.   |
| -------------------- | -------------------------------------------------- | ---- | ------ |
| Billboard            | Les 50 meilleurs albums de 2021                    | 2    | [ 51 ] |
| Complex              | Les meilleurs albums de 2021                       | 1    | [ 52 ] |
| Entertainment Weekly | Les 10 meilleurs (et 3 pires) albums de 2021       | 4    | [ 53 ] |
| Exclaim!             | Les 50 meilleurs albums de 2021                    | 4    | [ 54 ] |
| The Guardian         | Les 50 meilleurs albums de 2021                    | 5    | [ 55 ] |
| The New York Times   | Les meilleurs albums de 2021 (Jon Pareles)         | 10   | [ 56 ] |
| The New York Times   | Les meilleurs albums de 2021 (Jon Caramanica)      | 8    | [ 56 ] |
| The New York Times   | Les meilleurs albums de 2021 (Lindsay Zoladz)      | 2    | [ 56 ] |
| NME                  | Les 50 meilleurs albums de 2021                    | 5    | [ 57 ] |
| Paste                | Les 50 meilleurs albums de 2021                    | 6    | [ 58 ] |
| Pitchfork            | Les 50 meilleurs albums de 2021                    | 3    | [ 59 ] |
| Rolling Stone        | Les 50 meilleurs albums de 2021                    | 4    | [ 60 ] |
| Rolling Stone        | Les 20 meilleurs albums hip-hop de 2021            | 3    | [ 61 ] |
| Rolling Stone        | Les 200 meilleurs albums hip-hop de tous les temps | 46   | [ 62 ] |

### Distinctions
Call Me If You Get Lost reçoit divers prix, dont le BET Hip Hop Award de l'album Hip-Hop de l'année en 2021 et le Grammy Award du meilleur album de rap en 2022,. Il est également nommé pour le BET Award de l'album de l'année en 2022.

## Caractéristiques artistiques

### Concept
La pochette représente une carte d'identité pour un personnage nommé Tyler Baudelaire, en référence au poète français Charles Baudelaire. Selon Matthew Ismael Ruiz de Pitchfork, « Baudelaire, le personnage que Tyler joue tout au long de l'album, est un indicateur de la nouvelle mondanité de Tyler — et de son incapacité à tirer parti de cette sophistication dans la relation de ses rêves ». L'œuvre la plus célèbre de Charles Baudelaire, Les Fleurs du mal (1857), a été « initialement interdite pour être trop explicite, et Baudelaire lui-même a été poursuivi pour indécence », similaire à l'évolution de Tyler d'un « adolescent angoissé débitant des obscénités pour choquer à un amant sensible avec un côté espiègle ». Luke Morgan Britton de NME a également comparé les deux artistes, « obsédés par la lutte entre la romance et le réalisme, le luxe et l'amour, la beauté et la mort, les talents et les controverses ».

### Thèmes
Pour Marcus Shorter de Consequence, la conscience de soi est un thème qui domine la seconde moitié de l'album. Shorter note en outre que la romance est un thème prédominant dans la seconde moitié de l'album : « Ce voyage inclut les chagrins d'amour, car aucun album de Tyler, The Creator n'est complet sans romance ». Shorter décrit spécifiquement Wilshire : « Il trébuche sur les mots et marmonne des parties d'une histoire triste, à l'image d'une personne pas tout à fait prête à gérer la vérité. Sur un album rempli de paroles percutantes prononcées sans retenue, Wilshire est un rare moment où nous le sentons se retenir. L'ego est rangé dans le placard le temps d'une chanson, rendant encore plus floues les lignes entre l'homme, le personnage et l'alter-ego ».

### Musique

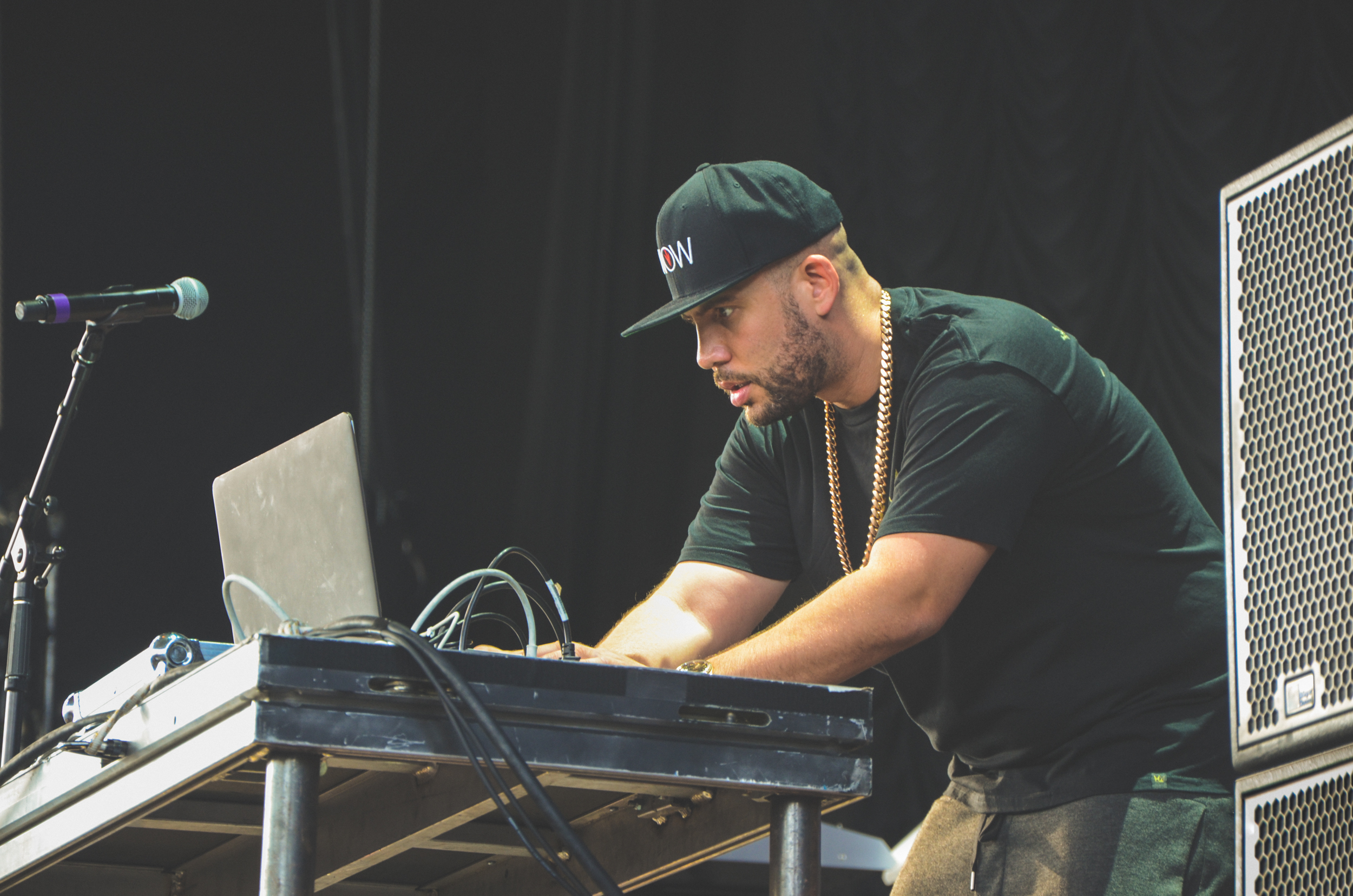
Tyler a travaillé avec DJ Drama sur Call Me If You Get Lost, connu pour sa série de mixtapes Gangsta Grillz.

Pour Luke Morgan Britton de NME, Call Me If You Get Lost constitue le « point culminant du son toujours changeant de Tyler, montrant que la croissance n'est pas toujours linéaire et que les artistes peuvent être une multitude de choses », ajoutant que l'album cimente la place de Tyler en tant que « talent générationnel, en pleine forme et continuant à repousser les limites de sa vision et de son son kaléidoscopique ». Alexis Petridis du Guardian qualifie les dérives stylistiques de l'album à la fois « inattendues et extrêmement impressionnantes, le produit d'un artiste aux goûts éclectiques et peu enclin à faire de la musique qui s'inscrit dans les tendances dominantes ». Petridis souligne la présence dans l'album de synth-pop, de soul, de reggae et de jazz. Ludovic Hunter-Tilney du Financial Times juge la production de l'album « densément stratifiée et quichottesque », à l'image de Lemonhead qui passe de rythmes percutants et d'un brouhaha de voix à une bossa nova facile à écouter, ainsi que Massa qui passe une routine de jazz accompagné par une flûte dirigée à du hip-hop dépouillé.
Pour Roisin O'Connor de The Independent, « La production [de Call Me If You Get Lost] est aussi lisse que celle d’Igor, mais il y a moins de continuité. Igor était un assemblage de morceaux dévastateurs d'une relation brisée. Call Me If You Get Lost ne s'attache pas à ses sujets, mais s'en remet plutôt à la musique elle-même pour guider les auditeurs ». Selon Matthew Ismael Ruiz de Pitchfork, Tyler est plus « doué que jamais pour tisser différentes idées dans une chanson cohésive, plutôt que de simplement les écraser » sur l'album. Ruiz décrit la production de Tyler comme « jouant avec le mouvement dans le mixage, faisant rebondir les sons entre les canaux gauche et droit pour une expérience immersive au casque ». Bien que Call Me If You Get Lost offre un récit sous-jacent très spécifique dans ses paroles, Ruiz affirme que les styles de production semblent raconter l'histoire de toute la carrière de Tyler jusqu'à présent : R&B post-Thundercat, un sample Horrorcore de Gravediggaz et un retournement de Salaam Remi comparable à la musique de Kendrick Lamar. Ruiz qualifie l'album de retour au rap après le son pop d’Igor, tout en notant que Tyler est également « clairement à des années-lumière des productions squelettiques de ses premiers disques ». Konstantinos Pappis de Our Culture Mag décrit les chansons de l'album comme ayant « la grandeur cinématographique et les arrangements méticuleux qui caractérisent les derniers titres de Tyler ». Pappis souligne également que le son de l'album est aussi « merveilleusement nostalgique » qu'il l'était sur Flower Boy.
Craig Jenkins de Vulture considère également l'album comme un pas en arrière dans « style et à l'attitude grincheux et désinvoltes de ses débuts » tout en canalisant « toutes les façons dont il a changé depuis ». Jenkins voit Call Me If You Get Lost comme un départ de « l'esthétique plus légère et plus soul d’Igor en faveur de rythmes agressifs et de rimes brutes... un peu après les mixtapes Gangsta Grillz des années 80 et du début des années 2010 ». Chris Deville de Stereogum estime que Call Me If You Get Lost est influencé par certains classiques du hip-hop, tels que The Marshall Mathers LP d'Eminem (2000) et Tha Carter III de Lil Wayne (2008). Il ajoute que « la grandeur absolue » de l'album « la production dramatique élaborée, la liste démente de rappeurs invités » rappelle les œuvres antérieures de Kanye West. Deville note également que les samples de divers rappeurs des années 1990 rappellent l'âge d'or du boom bap.

### Pochette
Lorsque Tyler a dévoilé pour la première fois la pochette de Call Me If You Get Lost, beaucoup de gens ont pensé que c'était un hommage à l'album Return to the 36 Chambers: The Dirty Version d'Ol' Dirty Bastard, sorti en 1995 ; il s'est inspiré en réalité d'« anciens passeports et cartes de voyage du début des années 1900 ».

## Fiche technique

### Liste des titres
Toutes les chansons sont écrites et composées par Tyler, The Creator sauf mention contraire.
| 1.    | Sir Baudelaire (featuring DJ Drama)                                          | Tyler Okonma, Billy Cobham                                                                                               | Siesta de Billy Cobham Michael Irvin de Westside Gunn                                           | 1:28 |
| 2.    | Corso                                                                        | Tyler Okonma, James Asher                                                                                                | Oriental Workload de James Asher                                                                | 2:26 |
| 3.    | Lemonhead (featuring 42 Dugg)                                                | Tyler Okonma, Dion Hayes                                                                                                 |                                                                                                 | 2:10 |
| 4.    | WusYaName (featuring YoungBoy Never Broke Again et Ty Dolla Sign)            | Tyler Okonma, Kentrell Gaulden, Tyrone Griffin, Jr., Bishop Burrell, Sr., Delando Conner, Solomon Conner, Darryl Jackson | Back Seat (Wit No Sheets) de H-Town                                                             | 2:01 |
| 5.    | Lumberjack                                                                   | Tyler Okonma, Larry Willis, Anthony Ian Berkeley, Arnold Hamilton, Paul Huston, Robert Diggs                             | Inner Crisis de Larry Willis 2 Cups of Blood de Gravediggaz Hihache de Lafayette Afro Rock Band | 2:18 |
| 6.    | Hot Wind Blows (featuring Lil Wayne)                                         | Tyler Okonma, Dwayne Carter, Jr., Henry Mancini, Norman Gimbel                                                           | Slow Hot Wind de Henry Mancini                                                                  | 2:35 |
| 7.    | Massa                                                                        | Tyler Okonma | If It's in You to do Wrong de The Impressions                                                   | 3:43 |
| 8.    | RunItUp (featuring Teezo Touchdown)                                          | Tyler Okonma, Aaron Thomas                                                                                               |                                                                                                 | 3:49 |
| 9.    | Manifesto (featuring Domo Genesis)                                           | Tyler Okonma, Dominique Cole, Barry White                                                                                | I'm Gonna Love You Just a Little More Babe de Barry White                                       | 2:55 |
| 10.   | Sweet / I Thought You Wanted to Dance (featuring Brent Faiyaz and Fana Hues) | Tyler Okonma, Christopher Wood, Fana Hughes, Fil Callender                                                               | Is Anyone There? de Hookfoot Baby My Love de The In Crowd et Jah Stitch                         | 9:48 |
| 11.   | Momma Talk                                                                   | |                                                                                                 | 1:10 |
| 12.   | Rise! (featuring Daisy World ; produit par Tyler, The Creator et Jamie xx)   | Tyler Okonma, Daisy Hamel-Buffa, James Smith                                                                             |                                                                                                 | 3:23 |
| 13.   | Blessed                                                                      | Tyler Okonma |                                                                                                 | 0:57 |
| 14.   | Juggernaut (featuring Lil Uzi Vert et Pharrell Williams)                     | Tyler Okonma, Symere Woods et Pharrell Williams                                                                          |                                                                                                 | 2:26 |
| 15.   | Wilshire                                                                     | Tyler Okonma |                                                                                                 | 8:35 |
| 16.   | Safari (produit par Tyler, The Creator et Jay Versace)                       | Tyler Okonma, Jahlil Gunter                                                                                              |                                                                                                 | 2:57 |
| 52:41 |                                                                              | |                                                                                                 |      |

| Version CD | Version CD                                                         | Version CD                                                              | Version CD              | Version CD | Version CD | Version CD | Version CD | Version CD | Version CD |
| No         | Titre                                                              | Auteur                                                                  | Sample                  | Durée      |            |            |            |            |            |
| ---------- | ------------------------------------------------------------------ | ----------------------------------------------------------------------- | ----------------------- | ---------- | ---------- | ---------- | ---------- | ---------- | ---------- |
| 16.        | Fishtail (produit par Tyler, The Creator, Beat Butcha et Daringer) | Tyler Okonma, Alvin Worthy, Amber Croskey, Thomas Paldino, Eliot Dubock | Lessie de Westside Gunn | 3:25       |            |            |            |            |            |
| 53:09      |                                                                    |                                                                         |                         |            |            |            |            |            |            |

| Édition Deluxe Call Me If You Get Lost: The Estate Sale | Édition Deluxe Call Me If You Get Lost: The Estate Sale | Édition Deluxe Call Me If You Get Lost: The Estate Sale                                                 | Édition Deluxe Call Me If You Get Lost: The Estate Sale | Édition Deluxe Call Me If You Get Lost: The Estate Sale | Édition Deluxe Call Me If You Get Lost: The Estate Sale | Édition Deluxe Call Me If You Get Lost: The Estate Sale | Édition Deluxe Call Me If You Get Lost: The Estate Sale | Édition Deluxe Call Me If You Get Lost: The Estate Sale | Édition Deluxe Call Me If You Get Lost: The Estate Sale |
| No                                                      | Titre                                                   | Auteur                                                                                                  | Sample                                                  | Durée                                                   |                                                         |                                                         |                                                         |                                                         |                                                         |
| ------------------------------------------------------- | ------------------------------------------------------- | --- | ------------------------------------------------------- | ------------------------------------------------------- | ------------------------------------------------------- | ------------------------------------------------------- | ------------------------------------------------------- | ------------------------------------------------------- | ------------------------------------------------------- |
| 17.                                                     | Everything Must Go                                      | Tyler Okonma                                                                                            |                                                         | 0:28                                                    |                                                         |                                                         |                                                         |                                                         |                                                         |
| 18.                                                     | Stuntman (featuring Vince Staples)                      | Tyler Okonma, Vince Staples                                                                             |                                                         | 3:20                                                    |                                                         |                                                         |                                                         |                                                         |                                                         |
| 19.                                                     | What a Day (produit par Madlib)                         | Tyler Okonma, Michał Urbaniak, Otis Jackson                                                             | A Day in the Park de Michał Urbaniak                    | 3:37                                                    |                                                         |                                                         |                                                         |                                                         |                                                         |
| 20.                                                     | Wharf Talk (featuring ASAP Rocky)                       | Tyler Okonma, Rakim Mayers                                                                              |                                                         | 3:24                                                    |                                                         |                                                         |                                                         |                                                         |                                                         |
| 21.                                                     | Dogtooth                                                | Tyler Okonma                                                                                            |                                                         | 2:41                                                    |                                                         |                                                         |                                                         |                                                         |                                                         |
| 22.                                                     | Heaven to Me                                            | Tyler Okonma, Alexandra Brown, Jessyca Wilson, John Stephens, Kanye West, Milton Bland, Vaughn Stephens | Heaven de John Legend Heaven Only Knows de Monk Higgins | 3:51                                                    |                                                         |                                                         |                                                         |                                                         |                                                         |
| 23.                                                     | Boyfriend, Girlfriend (2020 Demo) (featuring YG)        | Tyler Okonma, Cecil Lyde, Keenon Jackson                                                                | Happy Feeling de Cecil Lyde                             | 3:24                                                    |                                                         |                                                         |                                                         |                                                         |                                                         |
| 24.                                                     | Sorry Not Sorry                                         | Tyler Okonma, Franchone Shells, Lucille White                                                           | He Made You Mine de Brighter Side of Darkness           | 3:26                                                    |                                                         |                                                         |                                                         |                                                         |                                                         |
| 1:17:02                                                 |                                                         | |                                                         |                                                         |                                                         |                                                         |                                                         |                                                         |                                                         |